# River Lee Navigation
River Lee Navigation är en kanal i Storbritannien.   Den ligger i grevskapet Hertfordshire och riksdelen England, i den sydöstra delen av landet, 22 km norr om huvudstaden London.